# Dick van Wijk

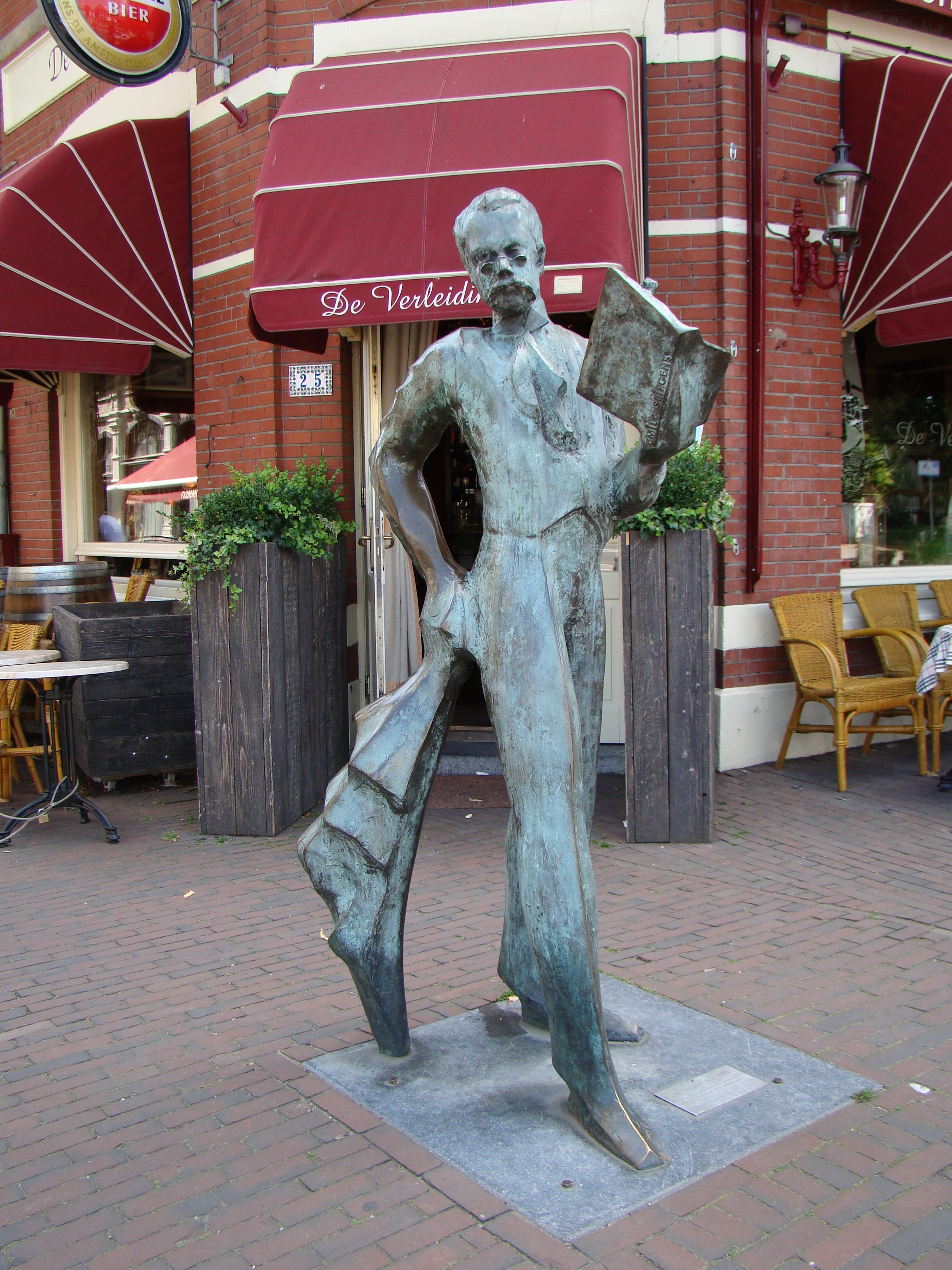
Emile Seipgens (1987), Roermond

Dick van Wijk (Leiden, 1943) is een Nederlands beeldhouwer. Hij heeft de opleiding Beeldhouwen gevolgd aan de Stadsacademie en de Jan van Eyck Academie te Maastricht.
Het werk van Dick van Wijk getuigt van de zoektocht naar het combineren van geometrische met organische vormen. In het oeuvre van de kunstenaar vormt het menselijk lichaam de basis van zijn concept. De cirkelvorm is het symbool van continuïteit en ontwikkeling.
Deze attributen, tezamen met verschillende diervormen, geven Van Wijk een breed medium om mee te werken. De materialisatie van de zoektocht kan zijn uiting vinden in brons, staal, marmer, hardsteen en glas. Daarbij vertegenwoordigt de samenvoeging van de verschillende materialen een soort van ironie en dynamiek.

## Werken (selectie)
- Symbool van Vrijheid / Blijheid (1972) - Halstraat (Sint Jansschool), Stein.
- Spelend kind (1974) - Guyotte van IJsselsteinlaan (OBS de Boswaid), Egmond aan den Hoef.
- Balspeelster (1980) - Haanraderweg-Meuserstraat, Kerkrade.
- Evenwicht (1980) - Nachtegaalstraat, Eygelshoven.
- Vredesboog (1981) - Stationsstraat-Eykerstokweg, Heythuysen.
- De Duivel "Beëlzebub" (1984) - Schoenmakersstraat-Munsterstraat, Roermond.
- De kastelein "Schwarze Peter" (1985) - Heilige Geeststraat-Lindanusstraat, Roermond.
- De Ruivers (1986) - Bergstraat-Neerstraat, Roermond.
- Boodschappentas (1987) - Kloosterstraat, Grubbenvorst.
- Emile Seipgens (1987) - Brugstraat-Roersingel, Roermond.
- Karbouwenkoppen (1988) - Maastrichterweg (Stadspark Hattem), Roermond.
- Verbondenheid, heden en verleden (1991)-(2007) - Markt, Maasbracht.
- Zonder titel (1993) - Meinweg, bezoekerscentrum De Meinweg, Herkenbosch.
- Stoelendans (1996) - Schoolstraat, Son en Breugel.
- Maria met kind (1999) - Minderbroederstraat-Pelserstraat, Roermond.
- Florenske (2002) - Heilige Geeststraat-Jesuitenstraat, Roermond.
- Irene en Feniks (2003) - Maastrichterweg (Stadspark Hattem), Roermond.
- De Werker (2008)-(1982) - Nederweert.